# Жизневский, Август Казимирович
А́вгуст Казими́рович Жизне́вский (28 августа [9 сентября] 1819, Полоцк — 19 [31] марта 1896, Москва) — российский государственный деятель, управляющий Тверской казённой палатой; тайный советник, археолог-любитель.

## Биография
Происходил из польского дворянского рода Жизневских. Родился 28 августа (9 сентября) 1819 года в Полоцке.
Окончил Полоцкое уездное дворянское училище и Витебскую губернскую гимназию. Высшее образование получил на физико-математическом отделении философского факультета Московского университета (1837—1841).
Начал службу 10 февраля 1843 года во 2-м департаменте Московской гражданской палаты, занимавшейся гражданским судопроизводством. В следующем году был определён младшим помощником секретаря во 2-м отделении 6-го департамента Правительствующаго сената; с 1845 года исполнял должность стряпчего по уголовным делам в Новгороде. В 1847 году был произведён в коллежские секретари. В 1849 году состоял младшим чиновником при сенаторе князе С. И. Давыдове, ревизовавшем Калужскую губернию. В 1850 году за выслугу лет был произведён в титулярные советники.
В 1851 году он был назначен исполняющим должность товарища председателя Тверской уголовной палаты, и в 1856 году — в особую следственную комиссию князя Васильчикова, созданную для раскрытия злоупотреблений по интендантству Южной и Крымской армий и по содержанию госпиталей Южного края. С 1855 года — коллежский асессор.
С 1858 года — Самарский, а с 1862 года — Казанский губернский прокурор. В сентябре 1862 года он был назначен председателем Тамбовской казённой палаты, а в 1863 году — Тверской казённой палаты; 15 декабря 1867 года был произведён в действительные статские советники.
Находясь на службе в Твери, Жизневский способствовал расширению и приведению в образцовое состояние открытого в 1866 году местного музея. В 1872 году был избран помощником председателя Статистического комитета и принял на себя заведование Тверским историческим музеем. При содействии Алексея Сергеевича Уварова Жизневский составил путеводитель по историческому музею города, в котором подробно представил археологические коллекции (издан в Москве в 1888 году).
Избранный 22 июня 1884 года председателем тверской губернской учёной архивной комиссии, поставил её почти на один уровень с учёными археологическими обществами. Составленные им описания древних икон, монет, рукописей, изразцов и памятников каменного века, находящихся в Тверском музее, были напечатаны в издании «Древности» Московского археологического общества, действительным членом которого он был со 2 ноября 1873 года. По его инициативе был учреждён Тверской исторический архив. Его стараниями была возобновлена разрушившаяся древняя, XIV века, церковь в селе Микулино Городище (в Старицком уезде) и восстановлен Старовознесенский деревянный храм XVII века в Торжке; он организовал в нескольких уездах Тверской губернии курганные раскопки; 29 декабря 1888 года Жизневский был удостоен звания почётного гражданина города Твери.
С 9 апреля 1889 года — тайный советник.
Умер 19 (31) марта 1896 года. Был похоронен в Твери, на Смоленском кладбище; могила как и кладбище не сохранилась.

## Награды
- орден Св. Станислава 2-й степени с императорской короной (1860)
- орден Св. Анны 2-й степени (1864; императорская корона к ордену — 1869)
- орден Св. Владимира 3-й степени (1872)
- орден Св. Станислава 1-й степени (1875)
- орден Св. Анны 1-й степени (1867)

Кроме этого он имел знак Красного Креста (1875), золотую украшенную бриллиантами табакерку с вензелевым изображением Высочайшего имени (1883), знак отличия беспорочной службы за XL лет (1886).